# Coro da Eurovisão
O Coro do Ano da Eurovisão, é um concurso de coro inspirado nos Jogos Mundiais do Coro, organizado pela União Europeia de Radiodifusão (UER) e a Fundação Interkultur e aberto a países membros da UER. A edição inaugural deu-se a 22 de julho de 2017, em Riga, Letónia.

## História
O conceito de Coro do Ano da Eurovisão começou a ser discutido em 2014 pela emissora estatal letã Latvijas Televīzija (LTV) e o canal pan-europeu Arte, após a recepção positiva de "Born in Riga", um concerto organizado pela LTV. A LTV abordou várias emissoras, incluindo a EBU e a Interkultur, no que diz respeito à organização de um novo concurso, atingindo um público mais amplo.
O Coro do Ano da Eurovisão foi lançado em parceria com a organização dos Choir Games Interkultur e com a emissora estatal letã Latvijas Televīzija (LTV), e coincidiu com a cerimónia de encerramento do European Choir Games 2017. A 30 de novembro de 2016, o evento foi confirmado pela UER e foi anunciado a 21 de julho de 2017, que este evento seria bienal.

## Regras
Os coros de países membros da UER irão concorrer pelo título do Coro do Ano da Eurovisão, com prémios que incluem um contrato de gravação para o vencedor. Cada coro interpreta um conjunto não acompanhado de seis minutos de qualquer género musical e é avaliado pelo um júri de alto nível.

## Edições

### Países participantes
| Ano  | Primeira participação de cada país                                                         |
| ---- | ------------------------------------------------------------------------------------------ |
| 2017 | Alemanha, Áustria, Bélgica, Dinamarca, Estónia, Eslovénia, Hungria, Letónia, País de Gales |
| 2019 | Escócia, Noruega, Suécia, Suíça                                                            |

### Cidades organizadoras
| № de vezes que organizou | País    | Cidade     | Local          | Anos |
| ------------------------ | ------- | ---------- | -------------- | ---- |
| 1                        | Letónia | Riga       | Arena Riga     | 2017 |
| 1                        | Suécia  | Gotemburgo | Partille Arena | 2019 |

### Vencedores

Mapa a mostrar o número de vitórias de cada país.

| Ano  | Participantes | País      | Canção(ões)                                      | Coro         | Segundo lugar | Terceiro lugar | Data                | Cidade Anfitriã |
| ---- | ------------- | --------- | ------------------------------------------------ | ------------ | ------------- | -------------- | ------------------- | --------------- |
| 2017 | 9             | Eslovénia | "Ta na Solbici" "Adrca" "Aj, zelena je vsa gora" | Carmen Manet | País de Gales | Letónia        | 22 de julho de 2017 | Riga            |
| 2019 | 10            | Dinamarca | "True North" "Viola"                             | Vocal Line   | Letónia       | Eslovénia      | 3 de agosto de 2019 | Gotemburgo      |

#### Por país
| Vitórias | País      | Anos |
| -------- | --------- | ---- |
| 1        | Eslovénia | 2017 |
| 1        | Dinamarca | 2019 |

#### Por língua
Entre 1966 e 1973, e outra vez entre 1977 e 1998, os países só podiam cantar na sua própria língua.
| Vitórias | Línguas     | Anos | Países    |
| -------- | ----------- | ---- | --------- |
| 1        | Esloveno    | 2017 | Eslovénia |
| 1        | Dinamarquês | 2019 | Dinamarca |

#### Por ordem de atuação
| #  | Vezes | Vitórias | Anos              |
| -- | ----- | -------- | ----------------- |
| 01 | 2     | 0        |                   |
| 02 | 2     | 0        |                   |
| 03 | 2     | 0        |                   |
| 04 | 2     | 0        |                   |
| 05 | 2     | 1        | Eslovénia (de 9)  |
| 06 | 2     | 1        | Dinamarca (de 10) |
| 07 | 2     | 0        |                   |
| 08 | 2     | 0        |                   |
| 09 | 2     | 0        |                   |
| 10 | 1     | 0        |                   |